# Ara (geslacht)
Ara is een geslacht van vogels uit de familie van Psittacidae (papegaaien van Afrika en de Nieuwe Wereld) en telt acht soorten. Er zijn daarnaast negen soorten papegaaien waarvan de Nederlandstalige naam ook "ara" is, maar die in andere geslachten worden ondergebracht. In Suriname wordt de ara een raaf genoemd. De ara's komen voor in de tropische delen van Centraal- en Zuid-Amerika. Vooral het naakte, onbevederde gezicht is opvallend, alsmede de slanke vleugels en de lange staart. In het wild broeden ze in holle boomstammen.

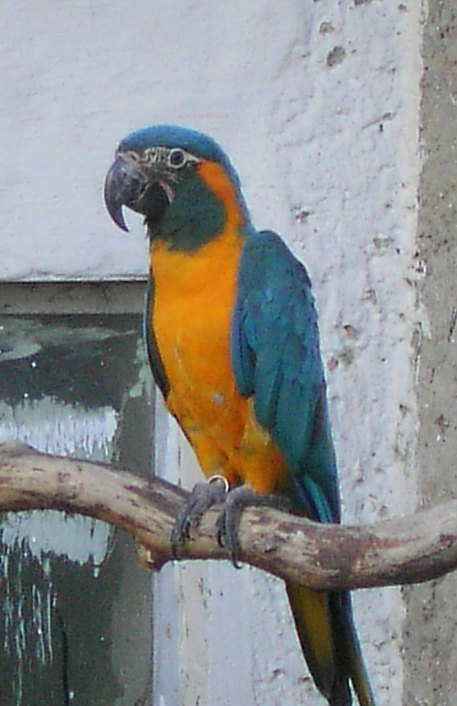
Blauwkeelara
(Ara glaucogularis)

## Soorten
Het geslacht Ara omvat de volgende soorten:
- Ara ambiguus – Buffons ara
- Ara ararauna – Blauwgele ara
- Ara chloropterus – Groenvleugelara
- Ara glaucogularis – Blauwkeelara
- Ara macao – Geelvleugelara
- Ara militaris – Soldatenara
- Ara rubrogenys – Roodwangara
- Ara severus – Dwergara

## Andere geslachten met soorten die "ara" heten
- geslacht Anodorhynchus (3 soorten waaronder de hyacinthara)
- geslacht Cyanopsitta (1 soort: Spix' ara)
- geslacht Orthopsittaca (1 soort Roodbuikara)
- geslacht Primolius (3 soorten waaronder de Blauwkopara)
- geslacht Diopsittaca (1 soort: Roodschouderara)

## Uitgestorven soorten
- Ara atwoodi
- Ara erythrocephala
- Ara gossei
- Ara guadeloupensis
- Ara tricolor (Cubaanse ara)

Ander geslacht:
- Anodorhynchus glaucus (Blauwgrijze ara)

## Video
- Groenvleugelara
(Ara chloropterus)
- Blauwgele ara
(Ara ararauna)